# Kuniharu Nakamoto
Kuniharu Nakamoto (中本 邦治 Nakamoto Kuniharu?,  nacido el 29 de octubre de 1959 en Hiroshima) es un exfutbolista japonés que se desempeñaba como defensa.
En 1987, Nakamoto jugó 5 veces para la Selección de fútbol de Japón.

## Trayectoria

### Clubes
| Club | País  | Año         |
| ---- | ----- | ----------- |
| NKK  | Japón | 1982 - 1991 |

### Selección nacional
| Selección | País  | Año  |
| --------- | ----- | ---- |
| Absoluta  | Japón | 1987 |

## Estadística de equipo nacional
| Selección de Japón | Selección de Japón | Selección de Japón |
| Año                | Part.              | Goles              |
| ------------------ | ------------------ | ------------------ |
| 1987               | 5                  | 0                  |
| Total              | 5                  | 0                  |

## Palmarés

### Títulos nacionales
| Título                   | Club         | País  | Año  |
| ------------------------ | ------------ | ----- | ---- |
| Copa Japan Soccer League | Nippon Kokan | Japón | 1987 |